# PGRMC1
PGRMC1 (англ. Progesterone receptor membrane component 1) – білок, який кодується однойменним геном, розташованим у людей на короткому плечі X-хромосоми.  Довжина поліпептидного ланцюга білка становить 195 амінокислот, а молекулярна маса — 21 671.
| 10         |  | 20         |  | 30         |  | 40         |  | 50         |
| ---------- |  | ---------- |  | ---------- |  | ---------- |  | ---------- |
| MAAEDVVATG |  | ADPSDLESGG |  | LLHEIFTSPL |  | NLLLLGLCIF |  | LLYKIVRGDQ |
| PAASGDSDDD |  | EPPPLPRLKR |  | RDFTPAELRR |  | FDGVQDPRIL |  | MAINGKVFDV |
| TKGRKFYGPE |  | GPYGVFAGRD |  | ASRGLATFCL |  | DKEALKDEYD |  | DLSDLTAAQQ |
| ETLSDWESQF |  | TFKYHHVGKL |  | LKEGEEPTVY |  | SDEEEPKDES |  | ARKND      |

A: Аланін

C: Цистеїн

D: Аспарагінова кислота

E: Глутамінова кислота

F: Фенілаланін

G: Гліцин

H: Гістидин

I: Ізолейцин

K: Лізин

L: Лейцин

M: Метіонін

N: Аспарагін

P: Пролін

Q: Глутамін

R: Аргінін

S: Серин

T: Треонін

V: Валін

W: Триптофан

Кодований геном білок за функцією належить до рецепторів. 
Білок має сайт для зв'язування з ліпідами, стероїдами. 
Локалізований у мембрані, ендоплазматичному ретикулумі, мікросомах.